# Course aérienne Londres-Christchurch 1953
La Course aérienne Londres-Christchurch (également connue sous le nom de Last Great Air Race ou la Dernière Grande Course) est une course aérienne disputée en octobre 1953. L'objectif était de rejoindre la ville Christchurch en Nouvelle-Zélande, en partant de la ville de Londres en Angleterre.

## La course
La course était divisée en deux catégories : une pour la vitesse pure et une pour les avions de transport commercial.
La compétition de vitesse a été remportée par un English Electric Canberra PR.3 de la Royal Air Force, piloté par les capitaines Roland Burton et Don Gannon. L'avion a atterri à l'aéroport de Christchurch avec 41 minutes d'avance sur son plus proche rival, après 23h 51min de vol, dont 83 minutes au sol.
Pour les avions commerciaux, l'avion arrivé premier est un Vickers Viscount, suivi d'un Douglas DC-6A de la KLM Royal Dutch Airlines. Ce dernier a été déclaré vainqueur selon les critères de la course à handicap. Un Handley Page Hastings de l’armée néo-zélandaise a également pris part à la course.

## Classements

### Course de vitesse
| Pos | Pilote        | Appartenance               | Avion        | Matricule | Temps           |
| --- | ------------- | -------------------------- | ------------ | --------- | --------------- |
| 1   | Roland Burton | Royal Air Force            | Canberra PR3 | WE139     | 22 h 25 minutes |
| 2   | Peter Raw     | Royal Australian Air Force | Canberra B20 | A84-201   | 22 h 29 minutes |
| 3   | Furze         | Royal Air Force            | Canberra PR3 | WE142     | ?               |
|     | Hodges        | Royal Air Force            | Canberra PR7 | WH773     |                 |
|     | Derek Cuming  | Royal Australian Air Force | Canberra B20 | A84-202   |                 |

### Course à handicap
| Pos | Pilote  | Appartenance                | Avion                 | Matricule | Temps              |
| --- | ------- | --------------------------- | --------------------- | --------- | ------------------ |
| 1   | Kooper  | KLM                         | Douglas DC-6A         | PH-TGA    | 44 h 29 min 31 sec |
| 2   | Baillie | British European Airways    | Vickers Viscount      | G-AMAV    |                    |
| 3   | Watson  | Royal New Zealand Air Force | Handley Page Hastings | NZ5804    | Arrêt à Ceylan     |

## Galerie de photographies

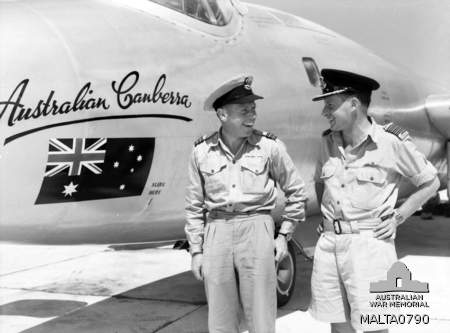
Cuming (à gauche) lors de son trajet pour rejoindre l'Angleterre.
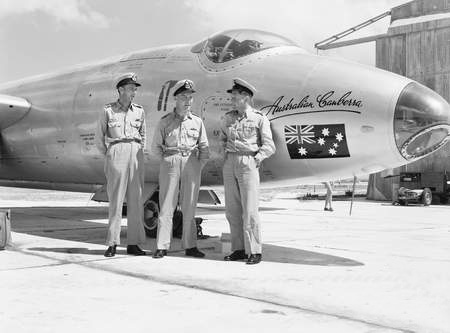
Raw (au centre) et son équipage.
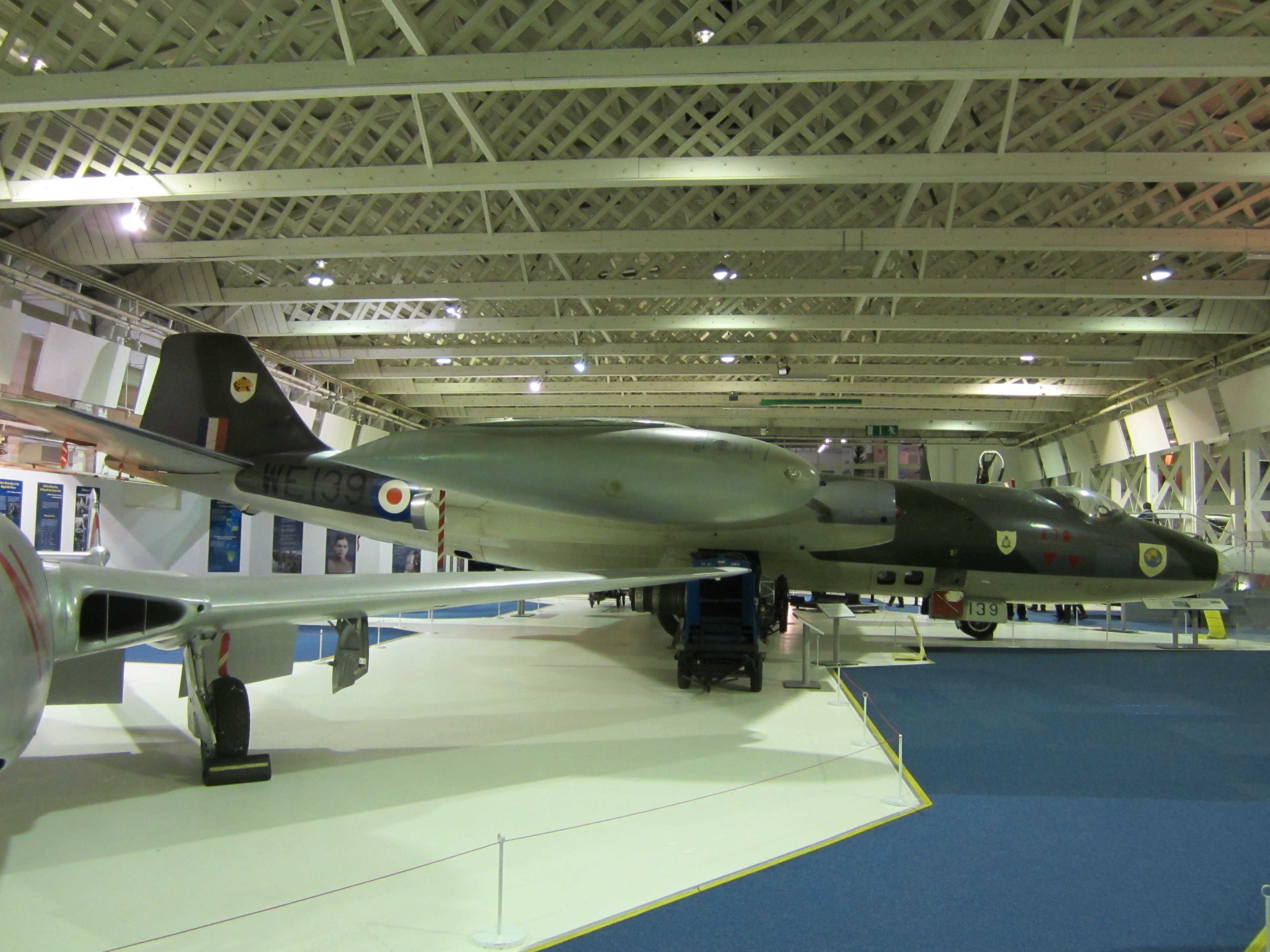
Le Canberra de Burton, exposé au RAF Museum.
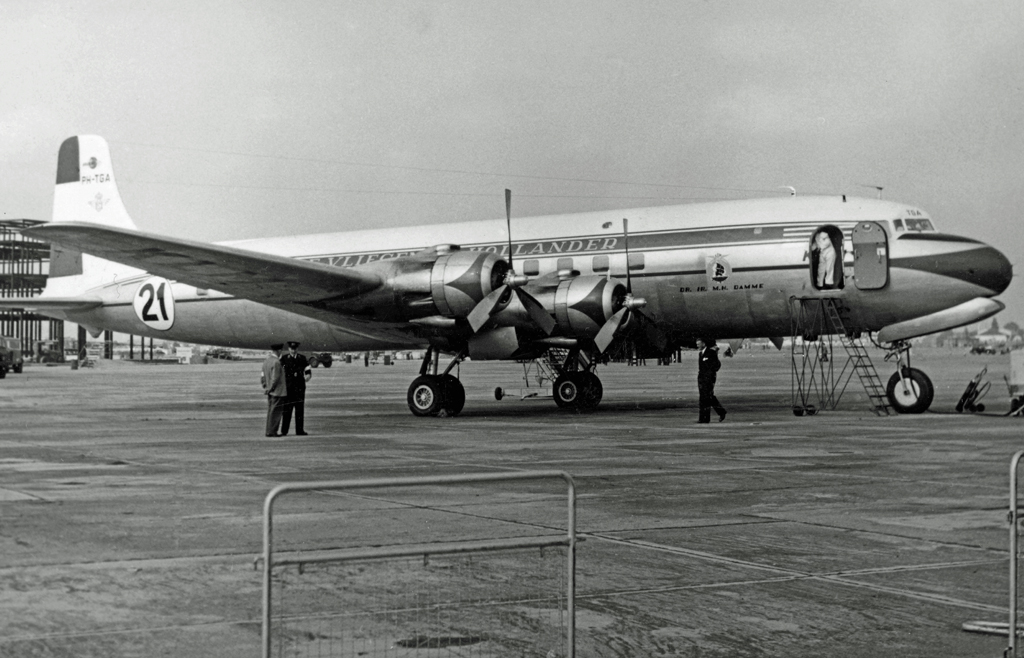
Le Douglas DC-6 de KLM (n°21) avant son départ à Londres.
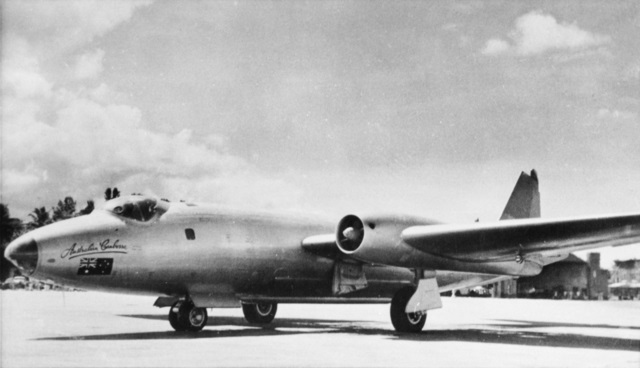
Le Canberra B20 de Cumming.
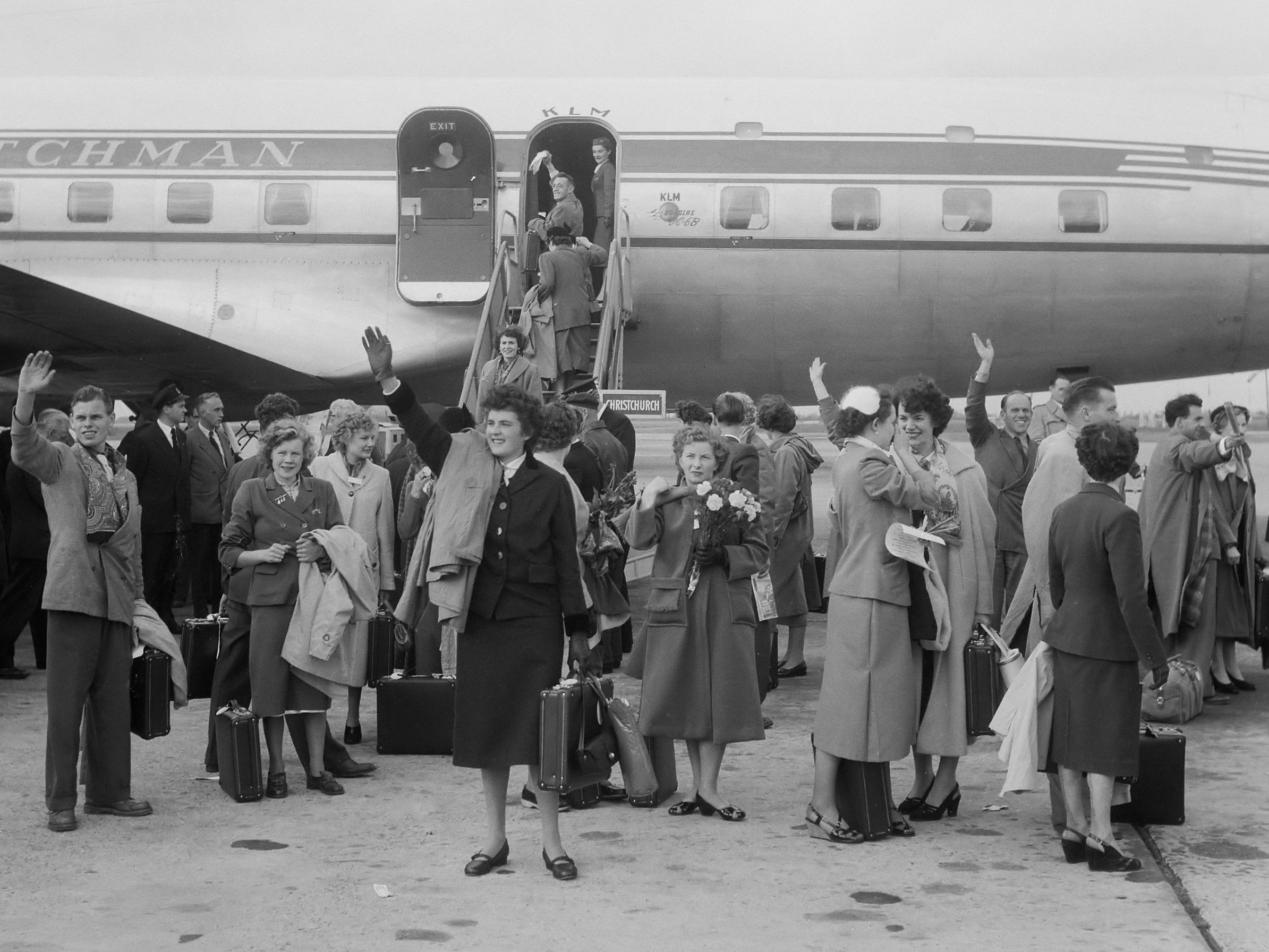
Départ du KLM DC-6.